# Rod Norrish
Roderick Norrish (Saskatoon, Saskatchewan, 1951. november 27. –) kanadai profi jégkorongozó.

## Pályafutása
Komolyabb junior karrierje a Regina Patsban kezdődött ahol három idényen keresztül játszott. Az 1971-es NHL-amatőr drafton a Minnesota North Stars ledraftolta a második kör 21. helyén. Három idényt az AHL-ben játszott (Cleveland Barons, Jacksonville Barons, New Haven Nighthawks) majd 1974-ben felhívták az NHL-be a North Starshoz kilenc mérkőzés erejéig. A következő szezonban a North Starsban és a New Haven Nighthawksban játszott. 1975-ben vonult vissza.

## Díjai
- WCJHL Első All-Star Csapat: 1971